# Rozszczep wargi i podniebienia

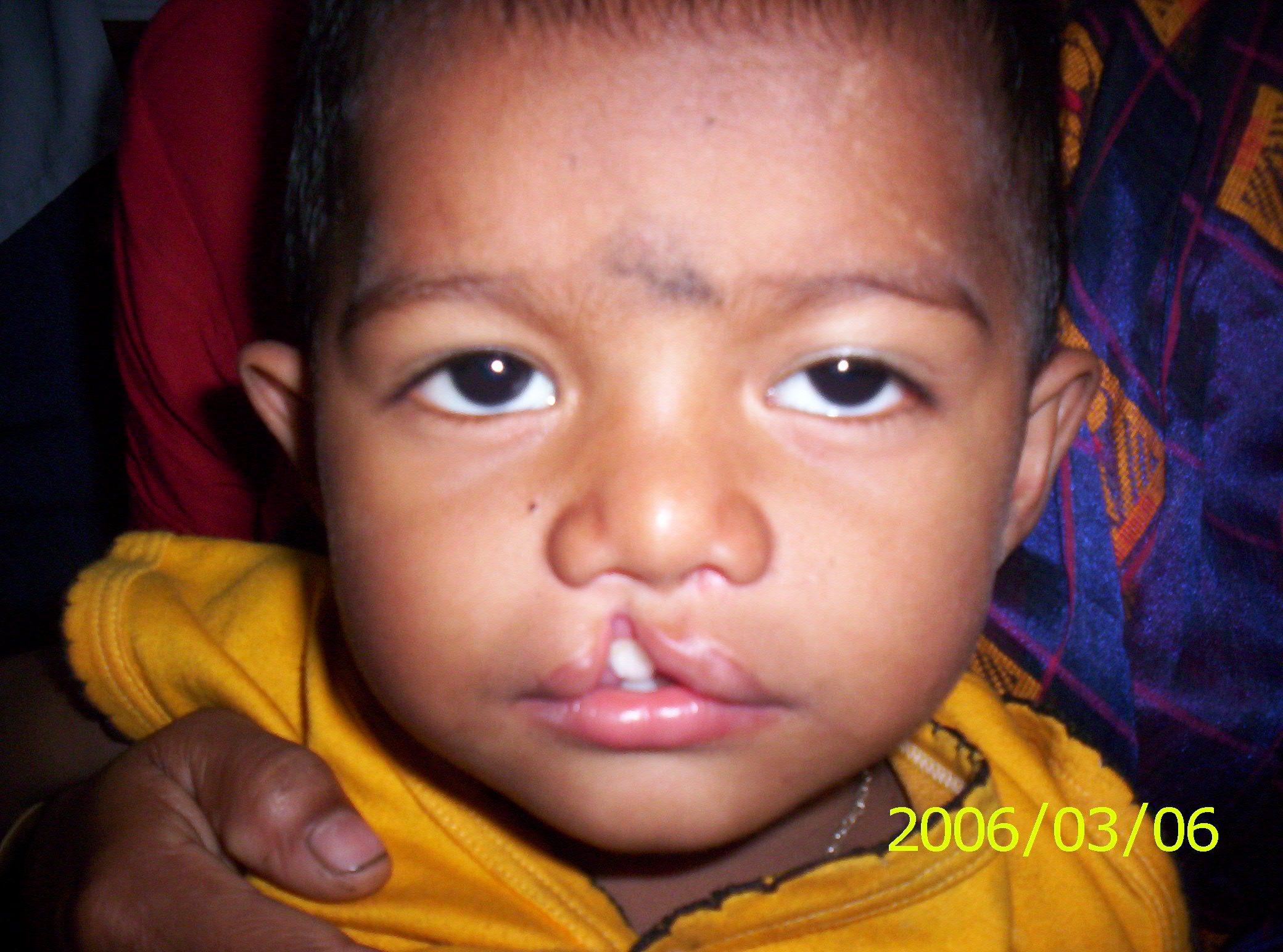
Niecałkowity rozszczep wargi (niepenetrujący do podstawy nosa)

Rozszczep wargi i podniebienia – wady rozwojowe powstające we wczesnym okresie embriogenezy związane z nieprawidłowym rozwojem twarzoczaszki. Rozszczepem nazywamy szczelinę lub przerwę powstałą na skutek niepołączenia się struktur formujących wargę (rozszczep wargi tzw. zajęcza warga (łac. cheiloschisis, ang. cleft lip)) lub podniebienie (rozszczep podniebienia tzw. wilcza paszcza (łac. schisis palati, ang. cleft palate)). Wady te mogą współistnieć lub występować niezależnie. Mogą także towarzyszyć innym zaburzeniom rozwojowym, czy genetycznym. Nieprawidłowości te, występujące średnio z częstością 1 na 400 żywo urodzonych w Polsce, należą do najczęstszych wad rozwojowych u ludzi, stanowiąc przeszło 15% wszystkich wrodzonych deformacji. Wady te mogą manifestować się nie w pełni np. niecałkowitym rozszczepem wargi lub dotykać innych struktur np. wyrostka zębodołowego kości szczękowej, czy też języczka.
Szczeliny mogą również pojawiać się na innych częściach twarzy, takich jak okolice oczu, uszu, nosa, policzków, czoła. W 1976 roku Paul Tessier opisał w sumie piętnaście linii rozszczepu. Większość z tych szczelin twarzoczaszki jest jeszcze rzadsza i opisywana jako szczeliny Tessiera za pomocą opracowanego przez niego lokalizatora numerycznego.
Rozszczep wargi lub podniebienia może być z powodzeniem leczony operacyjnie, w szczególności jeżeli leczenie zostanie przeprowadzone we wczesnym dzieciństwie.

## Epidemiologia
W Polsce wada występuje ze średnią częstością 2–3 przypadków na 1000 żywych urodzeń.
Częstość jej występowania różna jest w zależności od populacji, przy czym najbardziej dotknięte nią społeczeństwa to Aborygeni, rdzenni Amerykanie, Hindusi. Najrzadziej występuje ona u Afrykanów. Populacja europejska plasuje się w środku tej statystyki:
- u odmiany białej: od 1,43/1000 do 1,86/1000
- u odmiany czarnej: od 0,18/1000 do 1,67/1000
- u Chińczyków: od 1,45/1000 do 4,04/1000
- u Japończyków: od 0,82/1000 do 3,36/1000
- u Latynoamerykanów: 1,04/1000
- u Indian amerykańskich: 3,74/1000

Występowanie rozszczepu języczka szacuje się na od 0,02% do 18,8% z największym nasileniem w populacji Indian Chippewa i Navaho. Zdecydowanie najniższy odsetek występuje u Afrykanów. Rozszczep występuje częściej po stronie lewej niż prawej. Około 15% wszystkich rozszczepów jest obustronna.

### Występowanie w Europie
Dane dla Europy EUROCATu "Congenital Anomalies and Public Health" przedstawia poniższa tabelka:
|                 | EUROCAT European Surveillance of Congenital Anomalies | 1996 - 2001     |                      |
| Klucz ICD-10    | Cecha                                                 | Częstość        | 1 na żywo urodzonych |
| --------------- | ----------------------------------------------------- | --------------- | -------------------- |
| Q36 + Q37       | Rozszczep wargi z / bez rozszczepu podniebienia       | 9.11 na 10 000  | 1 z 1098             |
| Q35             | Rozszczep podniebienia                                | 5.84 na 10 000  | 1 z 1712             |
| Q35 + Q36 + Q37 | Wszystkie formy rozszczepu                            | 14.95 na 10 000 | 1 z 669              |

### Występowanie na świecie
Światowa Organizacja Zdrowia podaje następujące dane:
|                 | WHO IDCFA International Database of Craniofacial Anomalies | 2001- 2002 – (2003) |                      |
| Klucz ICD-10    | Cecha                                                      | Częstość            | 1 na żywo urodzonych |
| --------------- | ---------------------------------------------------------- | ------------------- | -------------------- |
| Q36             | Rozszczep wargi bez rozszczepu podniebienia                | 3.7 na 10 000       | 1 z 2702             |
| Q37             | Rozszczep wargi z rozszczepem podniebienia                 | 8.0 na 10 000       | 1 z 1250             |
| Q36 + Q37       | Rozszczep wargi z / bez rozszczepu podniebienia            | 11.8 na 10 000      | 1 z 847              |
| Q35             | Rozszczep podniebienia                                     | 4.9 na 10 000       | 1 z 2041             |
| Q35 + Q36 + Q37 | Wszystkie formy rozszczepu                                 | 16.7 na 10 000      | 1 z 599              |

W liczbach podanych przez WHO uwzględniono dzieci z zespołem Pierre'a-Robina.

### Występowanie w zależności od płci
Rozszczep wargi oraz kości szczękowej występuje znacznie częściej u chłopców niż dziewcząt. Natomiast z powodu izolowanego rozszczepu podniebienia częściej cierpią dziewczynki.
|              | WHO IDCFA International Database of Craniofacial Anomalies | 2001- 2002 – (2003)              |
| Klucz ICD-10 | Cecha                                                      | Stosunek chłopców do dziewczynek |
| ------------ | ---------------------------------------------------------- | -------------------------------- |
| Q36 + Q37    | Rozszczep wargi z / bez rozszczepu podniebienia            | 1.56                             |
| Q35          | Rozszczep podniebienia                                     | 0.75                             |

## Etiologia
Etiologia rozszczepu podniebienia nie jest do końca poznana. U zwierząt rozszczep można wywołać przez hiper- lub awitaminozę witaminy A. Przypuszcza się, że u człowieka przyczynami mogą być niedożywienie podczas ciąży lub alkoholizm matki. Nie bez znaczenia pozostają także predyspozycje genetyczne. Oprócz występowania rozszczepu u dzieci jako jedno z powikłań ciężkich wad genetycznych, przypuszcza się, że wada ta dziedziczona jest wielogenowo, lecz do jej ujawnienia niezbędne jest także zadziałanie czynnika środowiskowego, albowiem korelacja występowania rozszczepu u bliźniąt jednojajowych wynosi ok. 47%. W przypadku najbliższej rodziny (krewni pierwszego stopnia) 4%, krewnych drugiego stopnia 0,67%, krewnych trzeciego stopnia 0,3%. W małym kraju (gdzie łatwo o prześledzenie chorób dziedzicznych) jakim jest Dania prowadzono badania nad występowaniem rodzinnym tej wady. Wykazały one, że 27% dzieci z rozszczepem wargi, 41% wargi i podniebienia i 19% z rozszczepem samego podniebienia nie były pierwszymi osobami z tą wadą w rodzinie. Stwierdzono również, że zaledwie 25% rozszczepów dotyczyło dzieci z rodzin już obciążonych tą wadą. Wynika z tego, że w 75% przypadków pojawienie się rozszczepu było pierwszym takim przypadkiem w rodzinie.

### Przyczyny środowiskowe
Do przyczyn środowiskowych zaburzających prawidłowy rozwój płodu i mogących prowadzić do wystąpienia rozszczepu należą: 
- Niedobór tlenu podczas rozwoju płodowego (Hipoksemia)
- Nikotynizm matki
- Nadużywanie alkoholu przez matkę w czasie ciąży (Embriopatia alkoholowa)
- Promieniowanie jonizujące
- Niedobór witamin jak kwas foliowy czy przedawkowanie witaminy A lub E prowadzą do podwyższonego ryzyka dla budowy podniebienia oraz tworzenia się neuronów. Ponieważ ciąża zauważana jest po pewnym okresie (zwykle kilku tygodni), nie udaje się wyeliminować niekorzystnych czynników we wczesnym jej okresie. Przy planowaniu rodziny kobieta nie powinna narażać się na ww. zagrożenia. Istotne jest także trzymanie się zaleceń lekarza ginekologa dotyczących suplementacji kwasu foliowego[5][6][7][8].
- Choroby matki podczas ciąży np. różyczka
- Przyjmowanie hydantoiny
- Gorączka
- Dioksyny
- Przyjmowanie kwasu acetylosalicylowego podczas ciąży[potrzebny przypis]
- Krwawienia wewnątrzmaciczne
- Grypa[2]

### Wady genetyczne
W przypadku ciężkich wad genetycznych, jak np. trisomia chromosomu 13 (zespół Pataua), 18 (zespół Edwardsa), mikrodelecja 22q11 (wcześniej zwany Catch 22 lub zespół Velocardiofaziales), zespół kociego krzyku (tzw. Cri-du-chat), czy też zespół Van der Woude oprócz wielu zaburzeń w rozwoju narządowym, występuje także często rozszczep podniebienia lub wargi.

### Zespół Pierre'a Robina
Mianem tym określa się zespół wad wrodzonych w obrębie twarzo-czaszki, których przyczyny nie są dokładnie poznane. Twarz dziecka posiada charakterystyczny "ptasi profil". U dzieci z tym zespołem występują jednocześnie: 
- znaczne cofnięcie się żuchwy
- rozszczep podniebienia, któremu nigdy nie towarzyszy występowanie rozszczepu wargi[2]
- zapadanie się języka w kierunku gardła
- związane z tym utrudnienia oddychania mogące prowadzić nawet do stanu zagrożenia życia

### Specyficzne geny
Wiele genów skojarzonych jest z izolowanym występowaniem rozszczepu wargi lub podniebienia. Szczególnie dotyczy to odmiennych wariantów sekwencji zasad w genach IRF6, PVRL1 oraz MSX1. Zrozumienie genetycznej złożoności odpowiedzialnej za morfogenezę środkowej części twarzoczaszki, w skład której wchodzą procesy molekularne oraz te na poziomie komórkowym, wymagało szeregu badań na modelach zwierzęcych, uwzględniających geny BMP4, SHH, SHOX2, FGF10 oraz MSX1.
Zidentyfikowane geny w zależności od typu wady:
| Typ   | OMIM    | Gen   | Locus       |
| ----- | ------- | ----- | ----------- |
| OFC1  | 119530  | ?     | 6p24        |
| OFC2  | 602966  | ?     | 2p13        |
| OFC3  | 600757  | ?     | 19q13       |
| OFC4  | 608371  | ?     | 4q          |
| OFC5  | 608874  | MSX1  | 4p16.1      |
| OFC6  | 608864  | ?     | 1q          |
| OFC7  | 600644) | PVRL1 | 11q         |
| OFC8  | 129400  | TP63  | 3q27        |
| OFC9  | 610361  | ?     | 13q33.1-q34 |
| OFC10 | 601912  | SUMO1 | 2q32.2-q33  |
| OFC11 | 600625  | BMP4  | 14q22       |
| OFC12 | 612858  | ?     | 8q24.3      |

## Mechanizm powstania
Powstaniu rozszczepu wargi i podniebienia towarzyszą dwa różne mechanizmy. W przypadku rozszczepu wargi do zaburzenia rozwojowego zachodzi w okresie formowania się podniebienia pierwotnego w 4–6 tygodniu rozwoju. Do powstania rozszczepu podniebienia dochodzi pomiędzy dziesiątym a dwunastym tygodniem ciąży w wyniku zaburzeń w kształtowaniu się podniebienia wtórnego.
Wady te jednakże, pomimo odmiennego procesu ich powstania, często z sobą współtowarzyszą, choć oczywiście mogą występować niezależnie.

### Powstanie rozszczepu wargi
Podczas rozwoju płodowego we wczesnym okresie ciąży w wyniku łączenia się pierwotnie osobnych części twarzy rozwija się jej przyszła postać. Pomiędzy piątym a szóstym tygodniem ciąży zlewają się z sobą leżące przednio części lewego i prawego wyrostka nosowego budując w ten sposób środkowy segment przyszłej kości szczękowej. Z tego powstaje następnie podnosowa części twarzy zwana rynienką podnosową (łac. Philtrum) oraz środkowa część szczęki z czterema siekaczami. Podczas dalszego rozwoju zrastają prawy i lewy wyrostek szczękowy z już wytworzonym wyrostkiem nosowym. Z wyrostków szczękowych powstają lewa i prawa część wargi górnej po obu stronach rynienki podnosowej oraz prawa i lewa część kości szczękowej po obu stronach zawierająca później siekacze. Proces ten zwany jest formowaniem podniebienia pierwotnego.
Zaburzenia tego procesu na różnych jego etapach objawiają się właśnie rozszczepem. Niepołączenie się odpowiednich wyrostków po określonej stronie daje w efekcie rozszczep wyrostka zębodołowego szczęki – w przypadku niepołączenia się przyszłych elementów kostnych lub w przypadku niepołączenia się części miękkich mamy do czynienia z rozszczepem wargi. Może oczywiście dochodzić do niepołączenia się zarówno składowych przyszłej kości szczękowej oraz tkanek powierzchownych wywołując w ten sposób rozszczep wargi i wyrostka zębodołowego szczęki.

### Powstanie rozszczepu podniebienia
W okresie późniejszym, pomiędzy 10. a 12. tygodniem ciąży, gdy płód osiąga długość ok. 75mm, dochodzi do zlewania się części przyszłego podniebienia w wyniku łączenia się lewego i prawego wyrostka podniebiennego szczęki, oraz prawej i lewej blaszki poziomej kości podniebiennej (tzw. płyt podniebiennych). To z nich powstaje podniebienie twarde oraz podniebienie miękkie wraz z języczkiem. Płyty podniebienne łączą się z leżącym do przodu już ukształtowanym środkowym segmentem szczęki (powstałym w wyniku łączenia się wyrostków nosowych). Przetrwałym śladem tego procesu jest występowanie tzw. otworu przysiecznego (łac. foramen incisivum). Z części tylnych natomiast formuje się podniebienie miękkie (łac. palatum molle), oraz języczek (łac. uvula).
Zaburzenie jakiegokolwiek z tych procesów prowadzi do powstania rozszczepu podniebienia. Niepołączenie się płyt podniebiennych prowadzi do rozszczepu podniebienia. Częściowe ich niepołączenie np. pośrodku, tylko do otworu łączącego jamę ustną z jamą nosową, a niepołączenie się części miękkich do rozszczepu podniebienia miękkiego lub języczka.

## Rozszczep wargi
O rozszczepie wargi mówimy tylko wtedy, gdy struktury podniebienia są zrośnięte, a wargi nie. Rozszczep dotyczy najczęściej wargi górnej i ujawnia się albo jako mała przerwa (częściowy lub niekompletny rozszczep wargi) albo też szczelina rozciąga się aż do nosa (rozszczep kompletny). Rozszczep wargi może dotyczyć tylko jednej strony (najczęściej lewej) lub może występować z dwóch stron (obustronny). Zaburzenie to jest bezpośrednim efektem nieprawidłowego połączenia się kości szczękowej z przyśrodkowym wyrostkiem nosowym (proces formowania się podniebienia pierwotnego).

Jednostronny częściowy
Jednostronny całkowity
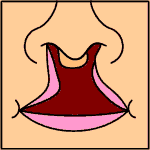
Obustronny całkowity

Łagodną formą rozszczepu wargi jest mikrorozszczep. Mikrorozszczep może pojawić się jako małe wcięcie w śluzówce wargi lub ciągnąć się po jej wewnętrznej stronie aż do otworu nosowego.
W niektórych przypadkach funkcja mięśnia okrężnego ust może być zaburzona, co wymaga interwencji chirurgii rekonstrukcyjnej. Zalecane jest, aby noworodki z mikrorozszczepem były sprawdzane jak najszybciej przez zespół chirurgów szczękowo-twarzowych, by można było określić przyszłe ewentualne niedogodności w życiu dziecka.

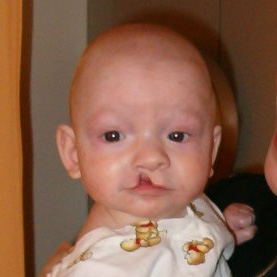
Trzymiesięczny chłopiec z rozszczepem jednostronnym wargi przed operacją.
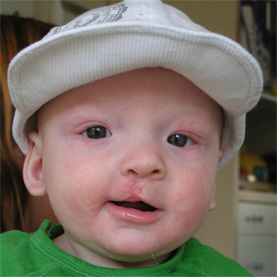
Ten sam chłopiec, miesiąc po zabiegu.
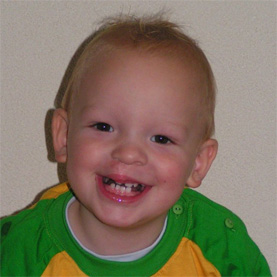
Ponownie ten sam chłopiec, w wieku półtora roku. Zwraca uwagę jak blizna po zabiegu staje się coraz mniej widoczna wraz z wiekiem dziecka.

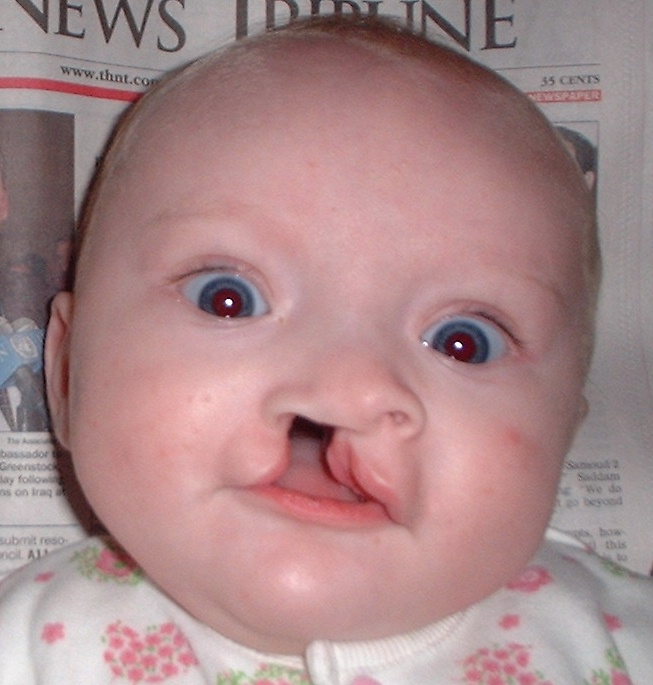
6-miesięczna dziewczynka z pełnym jednostronnym rozszczepem wargi przed leczeniem chirurgicznym.
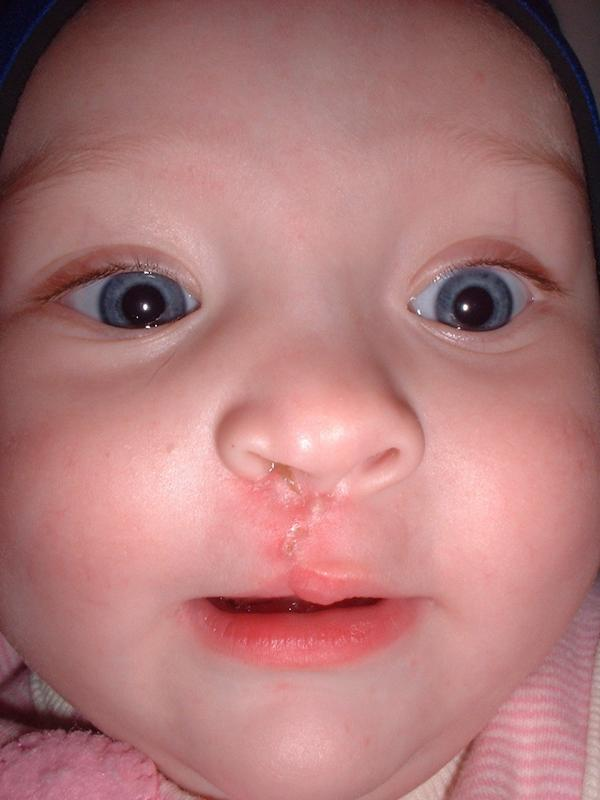
Ta sama dziewczynka, miesiąc po zabiegu.
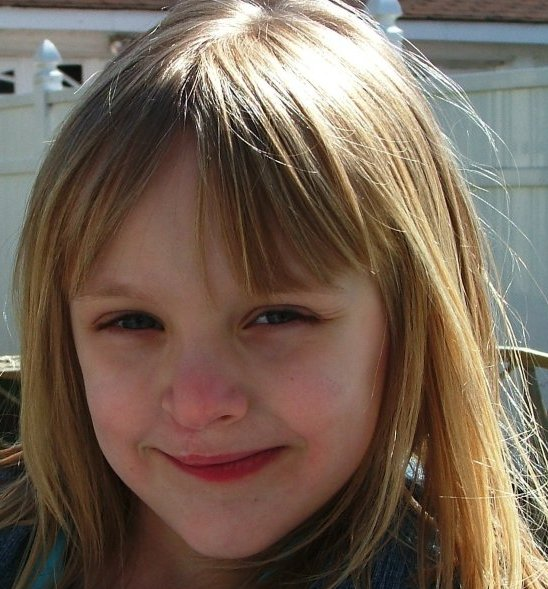
Ponownie to samo dziecko, w wieku pięciu i pół roku. Zwraca uwagę zanik widoczności blizny pooperacyjnej wraz z wiekiem dziecka

Cały proces opieki medycznej dziewczynki ze zdjęć powyżej można obejrzeć tutaj

## Rozszczep podniebienia
O rozszczepie podniebienia mówi się, kiedy dwie płyty podniebienne, z których zbudowane jest podniebienie twarde (sklepienie jamy ustnej) nie połączyły się ze sobą całkowicie. Podniebienie miękkie jest w tym przypadku także podzielone. W większości przypadków współtowarzyszy temu także rozszczep wargi. W skali globalnej rozszczep podniebienia występuje średnio raz na siedemset żywych urodzeń.
Rozszczep podniebienia może występować zarówno jako kompletny (rozszczep podniebienia miękkiego i twardego z możliwością współistnienia przerwy w wyrostku zębodołowym szczęki) lub niekompletny (otwór w sklepieniu jamy ustnej, zwykle jako rozszczep podniebienia miękkiego). Dość często języczek jest rozdzielony. Występowanie tej wady spowodowane jest niepełnym połączeniem wyrostków podniebiennych bocznych, przegrody nosowej lub wyrostków podniebiennych przyśrodkowych (formowanie podniebienia wtórnego).
Otwór w sklepieniu jamy ustnej spowodowany rozszczepem podniebienia prowadzi do bezpośredniego połączenia jamy ustnej z jamą nosową. Znacząco utrudnia to przyjmowanie pokarmów i płynów przez dziecko. Aby oddzielić te dwie jamy stosuje się wkładki imitujące podniebienie. Dawniej dzieci z tą wadą najprawdopodobniej szybko umierały z powodu niemożności przyjmowania pokarmów.
Obrazki poniżej pokazują podniebienie. Od góry: nos, wargi w kolorze różowym.

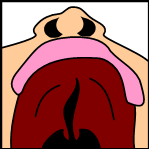
Niecałkowity rozszczep podniebienia
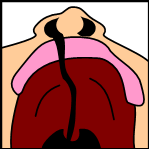
Jednostronny całkowity rozszczep wargi i podniebienia
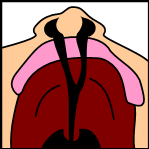
Obustronny całkowity rozszczep wargi i podniebienia

Bezpośrednim rezultatem połączenia pomiędzy jamą ustną oraz nosową jest dysfunkcja podniebienno-gardłowa (velopharyngeal insufficiency VPI). Z powodu przerwy powietrze przechodzi do jamy nosowej, gdzie rezonuje w efekcie czego emitowany głos ma charakter nosowy. Wtórne efekty VPI składają się na błędy artykulacji (np. zniekształcenia, podstawienia oraz pominięcia głosek) oraz kompensacyjne przeartykułowanie (np. zatrzymywanie języka oraz mowa tylnonosowa). W celu uzyskania poprawy prowadzi się terapię logopedyczną, protetyczną, powiększenie ściany tylnej gardła, wydłużenie podniebienia oraz zabiegi chirurgiczne.
Może także wystąpić podśluzowy rozszczep podniebienia (ang. Submucous cleft palate (SMCP). Jest to rozszczepienie podniebienia miękkiego z klasyczną kliniczną triadą rozdwojenia języczka, brakiem zmian podniebienia twardego oraz przezroczystą błoną w miejscu podniebienia miękkiego.

## Powikłania
Obecność rozszczepu może powodować problemy z karmieniem, choroby ucha, zaburzenia mowy i rozwoju społecznego.

### Karmienie

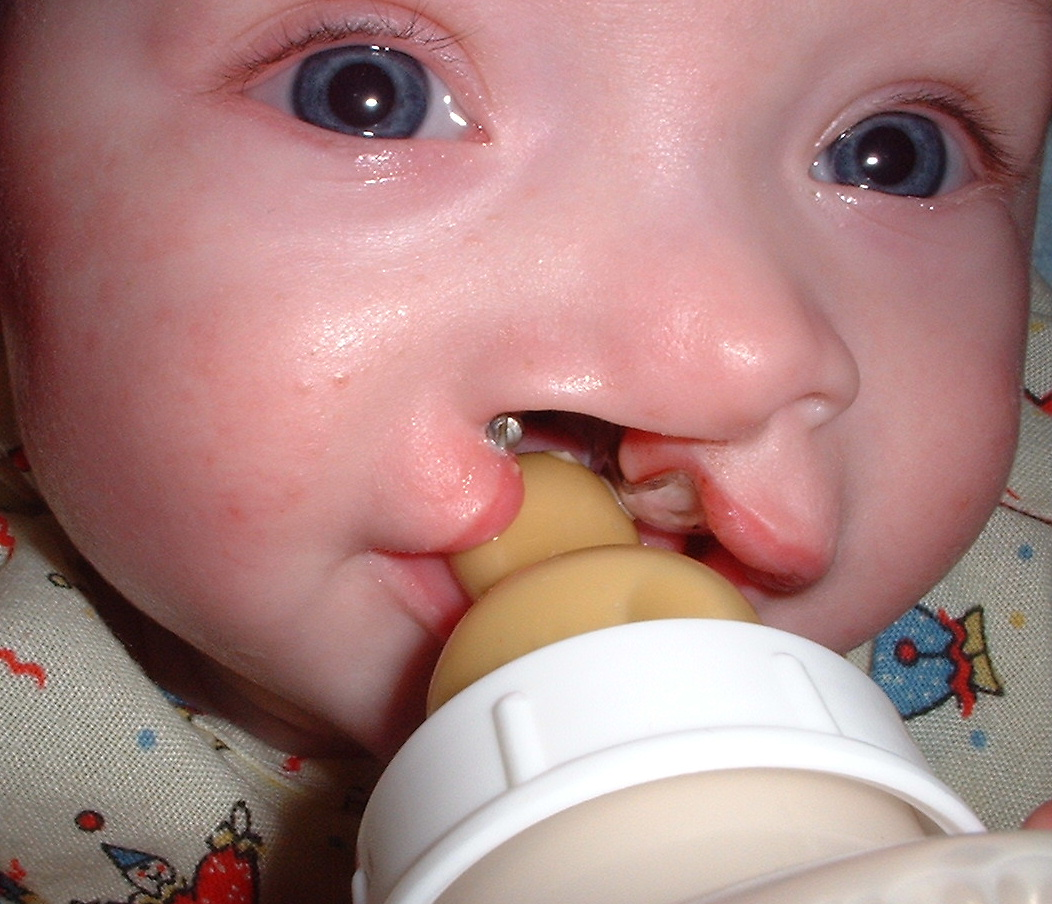
Dziecko karmione przystosowaną butelką. Pozycja siedząca wymusza spływanie mleka pod wpływem siły ciężkości

Już karmienie piersią dziecka z rozszczepem może sprawiać problemy. Dziecko z rozszczepem podniebienia łatwiej i skuteczniej jest karmić w pozycji bardziej spionizowanej. Siła ciężkości pomaga zapobiec przedostawaniu się mleka do jamy nosowej. Do karmienia dzieci z rozszczepem można używać specjalnych butelek jak butelka Habermana, lub użyć kombinacji składającej się ze smoczka i butelki do karmienia pokazanej na rysunku. Duży otwór, cięcie poprzeczne w smoczku, czy też dostatecznie wystający smoczek oraz umiejętne rytmiczne wyciskanie butelki powodują kontrolowany wypływ pożywienia bez konieczności użycia specjalistycznego zestawu do karmienia.

### Słuch
Osoby z rozszczepem podniebienia z powodu zmienionych stosunków anatomicznych są bardziej narażone na infekcje ucha środkowego, co może prowadzić nawet do utraty słuchu. Trąbka Eustachiusza oraz przewód słuchowy zewnętrzny mogą przebiegać kręto, co może doprowadzić do ich zanieczyszczenia pokarmem (trąbka Eustachiusza) lub ciałami obcymi (przewód słuchowy zewnętrzny), z których w normalnych warunkach przewód słuchowy jest się w stanie sam oczyścić.

### Mowa
Mowa to zarówno ekspresja jak i percepcja. Słuchając uczymy się języka mówionego (percepcja). Ucząc się posługiwać naszym aparatem mowy - ustami, językiem - wyrażamy samych siebie (ekspresja).
Słuch jest niezbędnym elementem nauki języka fonicznego. Dzieci z rozszczepem podniebienia mogą cierpieć z powodu niedosłuchu, a jeśli dziecko nie słyszy, nie może naśladować dźwięków mowy otoczenia.
Ponieważ czynność warg i podniebienia jest niezbędna w prawidłowej wymowie, aby umożliwić prawidłową jej ekspresję niezbędne jest odpowiednie leczenie chirurgiczne i ewentualna terapia logopedyczna.

### Socjalizacja
Więź z noworodkiem, zżycie się z rodziną i otoczeniem może być utrudnione z powodu nieakceptowania przez społeczność jego wyglądu zewnętrznego. Leczenie dziecka oraz wsparcie dla jego rodziców stanowi niezbędny element postępowania.

## Klasyfikacja

### LAHS
W Międzynarodowej Klasyfikacji Chorób ICD-10 (ICD 10) Światowej Organizacji Zdrowia w rozdziale 17. Wady rozwojowe wrodzone, zniekształcenia i aberracje chromosomowe w sekcji Q35–Q37 zostały wyróżnione rozszczepy wargi, szczęki oraz podniebienia. Dla przejrzystości opisu użyto systemu oznaczenia LAHS, w którym litery oznaczają dotknięte struktury anatomiczne: 
- L = rozszczep wargi
- A = rozszczep wyrostka zębodołowego kości szczękowej
- H = rozszczep podniebienia twardego
- S = rozszczep podniebienia miękkiego

Struktury wolne od wad oznaczono znakiem "minus". Lewa część kodu oznacza prawą połowę twarzy i na odwrót.
| Klucz | Opis                                                                          | Kod LAHS      | Rycina |
| ----- | ----------------------------------------------------------------------------- | ------------- | ------ |
| Q35   | Rozszczep podniebienia                                                        |               |        |
| Q35.1 | Rozszczep podniebienia twardego                                               | - - H - - - - |        |
| Q35.1 | Rozszczep podniebienia twardego                                               | - - - - H - - |        |
| Q35.1 | Rozszczep podniebienia twardego                                               | - - H - H - - |        |
| Q35.3 | Rozszczep podniebienia miękkiego                                              | - - - S - - - |        |
| Q35.5 | Rozszczep podniebienia twardego oraz miękkiego                                | - - H S H - - |        |
| Q35.6 | Rozszczep podniebienia pośrodkowy                                             |               |        |
| Q35.7 | Rozszczep języczka                                                            | - - - S - - - |        |
| Q35.9 | Rozszczep podniebienia, bliżej nie oznaczony                                  |               |        |
| Klucz | Opis                                                                          | Kod LAHS      | Rycina |
| Q36   | Rozszczep wargi                                                               |               |        |
| Q36.0 | Rozszczep wargi, obustronny                                                   | L - - - - - L |        |
| Q36.1 | Rozszczep wargi, pośrodkowy                                                   |               |        |
| Q36.9 | Rozszczep wargi, jednostronny                                                 | L - - - - - - |        |
| Q36.9 | Rozszczep wargi, jednostronny                                                 | - - - - - - L |        |
|       |                                                                               |               |        |
|       |                                                                               |               |        |
| Klucz | Opis                                                                          | Kod LAHS      | Rycina |
| Q37   | Rozszczep wargi i podniebienia                                                |               |        |
| Q37.0 | Rozszczep podniebienia twardego z obustronnym rozszczepem wargi               | L A - - - A L |        |
| Q37.1 | Rozszczep podniebienia twardego z jednostronnym rozszczepem wargi             | L A - - - - - |        |
| Q37.1 | Rozszczep podniebienia twardego z jednostronnym rozszczepem wargi             | - - - - - A L |        |
| Q37.2 | Rozszczep podniebienia miękkiego z obustronnym rozszczepem wargi              | L - - S - - L |        |
| Q37.3 | Rozszczep podniebienia miękkiego z jednostronnym rozszczepem wargi            | L - - S - - - |        |
| Q37.3 | Rozszczep podniebienia miękkiego z jednostronnym rozszczepem wargi            | - - - S - - L |        |
| Q37.4 | Rozszczep podniebienia twardego, miękkiego z obustronnym rozszczepem wargi    | L A H S H A L |        |
| Q37.5 | Rozszczep podniebienia twardego i miękkiego z jednostronnym rozszczepem wargi | L A H S - - - |        |
| Q37.5 | Rozszczep podniebienia twardego i miękkiego z jednostronnym rozszczepem wargi | - - - S H A L |        |
| Q37.8 | Rozszczep podniebienia, bliżej nie opisany, z obustronnym rozszczepem wargi   |               |        |
| Q37.9 | Rozszczep podniebienia, bliżej nie opisany, z jednostronnym rozszczepem wargi |               |        |

### Podział według D. A. Kernahana i R. B. Starka
Podział wad według Kernahana i Starka opiera się kryterium rozwojowym powstania wady, w przeciwieństwie do podziału czysto topograficznego LAHS. W zasadzie jednak są one w dużej mierze ze sobą zbieżne.
- Grupa 1: rozszczep podniebienia pierwotnego
  - jednostronny lewy całkowity
  - jednostronny lewy niecałkowity
  - jednostronny prawy całkowity
  - jednostronny prawy niecałkowity
  - środkowy całkowity
  - środkowy niecałkowity
  - obustronny całkowity
  - obustronny niecałkowity
- Grupa 2: rozszczep podniebienia wtórnego
  - całkowity
  - częściowy
  - podśluzówkowy
- Grupa 3: rozszczep podniebienia pierwotnego i wtórnego
  - jednostronny lewy całkowity
  - jednostronny lewy niecałkowity
  - jednostronny prawy całkowity
  - jednostronny prawy niecałkowity
  - obustronny całkowity
  - obustronny niecałkowity[10].

## Diagnostyka
Zazwyczaj diagnostyka dokonywana jest zaraz po urodzeniu poprzez badanie przedmiotowe dziecka - oglądanie, ocena palpacyjna ciągłości podniebienia twardego. Dzięki wykorzystaniu technik ultrasonograficznych możliwe stało się stwierdzenie wad płodu w macicy matki.

## Leczenie
Dzieci rodzące się z tą wadą wymagają specjalistycznej opieki chirurgicznej, ortodontycznej, stomatologicznej, laryngologicznej, foniatrycznej i psychologicznej, a także logopedycznej. Leczenie odbywa się chirurgicznie i przeprowadzane jest około 3–8 miesiąca życia dziecka (dla operacji wargi), choć istnieją zwolennicy leczenia operacyjnego zaraz po urodzeniu, i w 18–24 miesiącu (operacja podniebienia).

### Leczenie rozszczepu wargi
Leczenie rozszczepu wargi odbywa się zwykle w wieku 6 miesięcy. Związane jest to z bezpieczeństwem przeprowadzenia takiego zabiegu oraz z anatomią dziecka – zbyt wcześnie przeprowadzona operacja może zahamować rozwój środkowych części twarzy i prowadzić w przyszłości do zaburzeń zgryzu u dziecka. W przypadku rozszczepu obustronnego chirurg dziecięcy lub chirurg plastyk może zdecydować o zabiegu dwuetapowym przedzielonym kilkutygodniowym interwałem czasowym. Do stałych elementów procedury należy trójwarstwowe zszycie mięśnia okrężnego ust.
Często niekompletny rozszczep wargi wymaga takich samych procedur chirurgicznych jak kompletny. Spowodowane jest to dwoma przyczynami. Po pierwsze mięsień okrężny ust do pełnienia swej funkcji musi w sposób ciągły okalać wargi. Po drugie, aby w wyniku zabiegu powstała mało widoczna blizna, chirurg próbuje przeprowadzić zabieg w ten sposób, aby była ona przedłużeniem prawidłowych linii anatomicznych nad wargą górną (jak na przykład brzeg rynienki podnosowej (łac. philtrum). Stara się przy tym o podwinięcie szwów tak daleko od nosa, jak to tylko możliwe. Rozszczep niekompletny umożliwia chirurgowi wykorzystanie większej ilości tkanki dziecka, dając w efekcie bardziej elastyczną i naturalnie wyglądającą wargę górną. Jedną z najbardziej popularnych procedur operacyjnych jest procedura Millarda opracowana przez Ralpha Millarda.
Dr Ralph Millard przygotował tę technikę operacyjną w Mobile Army Surgical Hospital (MASH) w Korei (rysunki poniżej).

Niebieskie linie wskazują nacięcia.
Rozmieszczanie krawędzi; brzeg A przesuwany jest pomiędzy punkt B i C. C jest obracany minimalnie, kiedy B jest upuszczany.
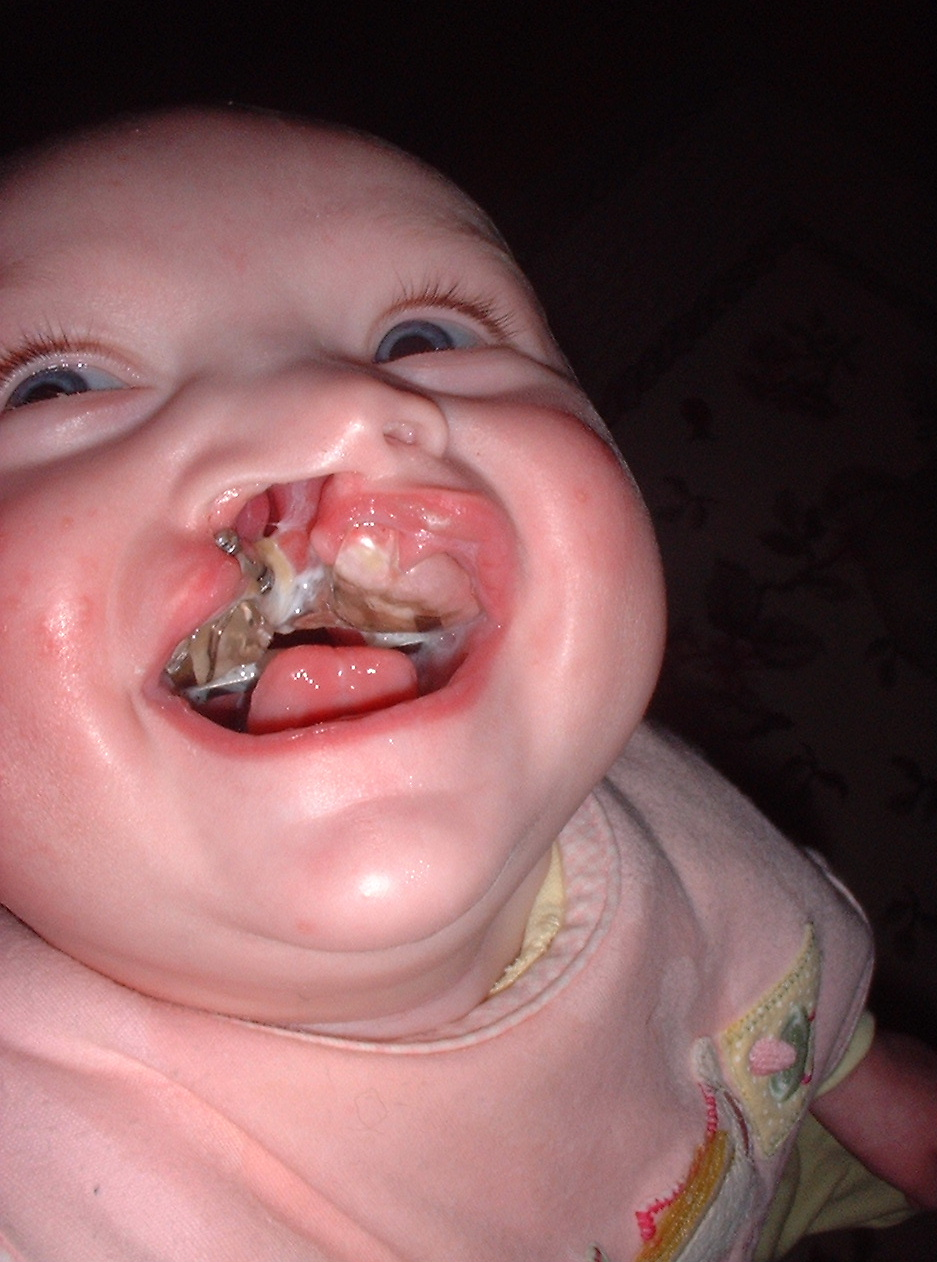
Przed operacją
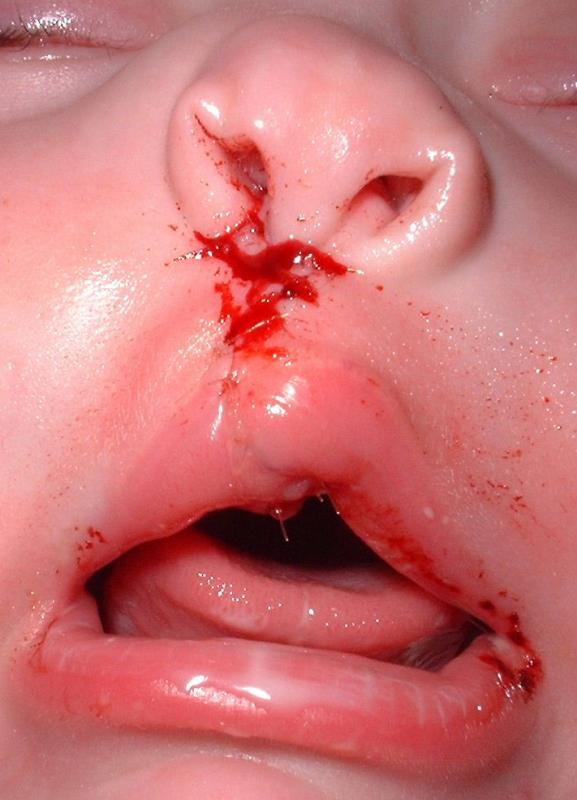
Po operacji, po zabiegu warga jest spuchnięta, nabiera ona jednak bardziej naturalnego wyglądu w ciągu kilku tygodni.

### Leczenie rozszczepu podniebienia
Leczenia chirurgicznego rozszczepu podniebienia dokonuje się zwykle między 18 a 24 miesiącem życia. Do tego czasu połączenie pomiędzy jamą ustną a nosową zamykane jest specjalną wkładką.

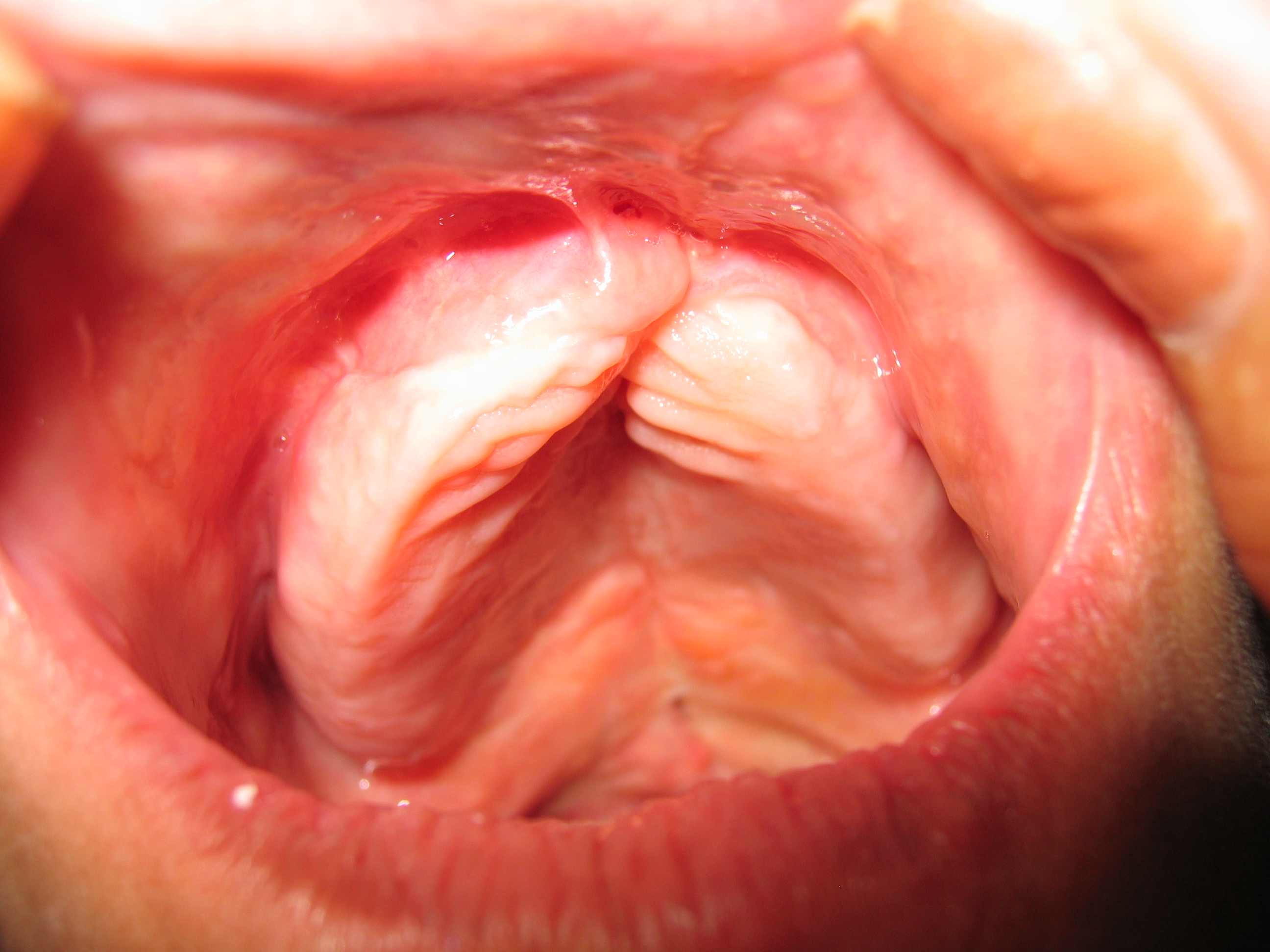
Zreperowany rozszczep podniebienia u 64-letniej kobiety.
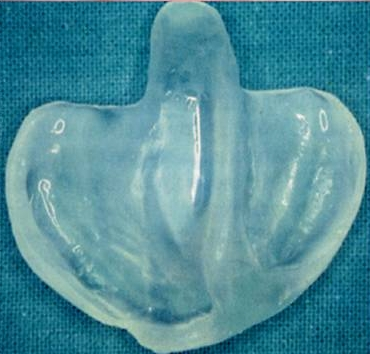
Wkładka podniebienna.

W przybliżeniu tylko 20-25% dzieci potrzebuje jednorazowej operacji, aby umożliwić im w przyszłości posługiwanie się niezaburzoną mową. Często w trakcie ich dalszego rozwoju wymagane są dodatkowe zabiegi korygujące. Jedną z innowacji w leczeniu rozszczepu wargi i podniebienia jest system Latham. Latham wstawiany jest chirurgicznie dzieciom w wieku 4–5 miesięcy przy użyciu specjalnych szpilek. Kiedy przyrząd jest już na swoim miejscu lekarz lub rodzice mogą skręcając odpowiednią śrubę codziennie indukować zbliżanie się do siebie wyrostków podniebiennych. Po użyciu tego systemu następuje operacja chirurgiczna.
Jeśli rozszczep dotyczy także wyrostka zębodołowego szczęki, przerwa ta uzupełniania jest z reguły przeszczepem własnej tkanki kostnej (najczęściej pobieranej z talerza biodrowego). Zabiegu tego dokonuje się z reguły w wieku kilkunastu lat i przy znacznym braku tkanki kostnej w wyrostku.

### Harmonogram leczenia
Należy podkreślić, iż harmonogram leczenia każdego pacjenta ustalany jest indywidualnie. Zależy od rodzaju schorzenia oraz od praktyki przyjętej w danym kraju, czy nawet szpitalu. Tabela poniżej ukazuje najczęściej wykorzystywany grafik postępowania. Pokolorowane obszary wskazują wiek dziecka odpowiedni z reguły do wykonywania procedur wymienionych w początkach wierszy. W niektórych przypadkach dochodzi zwykle do jednej procedury (jak np. w rozszczepie wargi), w innych leczenie jest kompleksowe i obliczone na różne lata życia dziecka (np. opieka logopedyczna w przypadku rozszczepu podniebienia).
| wiek dziecka                                                         | 0 m | 3 m | 6 m | 9 m | 1 r | 2 l | 3 l | 4 l | 5 l | 6 l | 7 l | 8 l | 9 l | 10 l | 11 l | 12 l | 13 l | 14 l | 15 l | 16 l | 17 l | 18 l |
| Zamknięcie podniebienia                                              |     |     |     |     |     |     |     |     |     |     |     |     |     |      |      |      |      |      |      |      |      |      |
| Operacja rozszczepu wargi                                            |     |     |     |     |     |     |     |     |     |     |     |     |     |      |      |      |      |      |      |      |      |      |
| Reperacja podniebienia miękkiego                                     |     |     |     |     |     |     |     |     |     |     |     |     |     |      |      |      |      |      |      |      |      |      |
| Naprawa podniebienia twardego                                        |     |     |     |     |     |     |     |     |     |     |     |     |     |      |      |      |      |      |      |      |      |      |
| Odtworzenie trąbki słuchowej                                         |     |     |     |     |     |     |     |     |     |     |     |     |     |      |      |      |      |      |      |      |      |      |
| Terapia mowy/Powiększająca plastyka gardła                           |     |     |     |     |     |     |     |     |     |     |     |     |     |      |      |      |      |      |      |      |      |      |
| Uzupełnienie kości szczękowej                                        |     |     |     |     |     |     |     |     |     |     |     |     |     |      |      |      |      |      |      |      |      |      |
| Leczenie ortodontyczne                                               |     |     |     |     |     |     |     |     |     |     |     |     |     |      |      |      |      |      |      |      |      |      |
| Dalsza korekcja kosmetyczna (zawierająca chirurgię kości szczękowej) |     |     |     |     |     |     |     |     |     |     |     |     |     |      |      |      |      |      |      |      |      |      |

### Jednoetapowa operacja całkowitego rozszczepu wargi i podniebienia
Operacje cząstkowe zawsze wiążą się z pozostawieniem części wady i w efekcie wpływają na kalectwo mowy, zgryzu i wyglądu. Prowadzą również do dużej liczby przetok na granicy obu operacji, zwłaszcza w okolicy przysiecznej. Dlatego też wprowadzono nową metodę leczenia polegającą na jak najszybszym przywróceniu równowagi mięśniowej i ciągłości anatomicznej tkanek miękkich jamy ustnej i gardła.
Jednoetapowa operacja całkowitego rozszczepu wargi i podniebienia przeprowadzana jest w wieku 6 miesięcy. Warga w tym przypadku operowana jest z wytworzeniem płata trójkątnego i z uruchomieniem mięśni nadokostnowo, z dużą dbałością o precyzyjne ich zespolenie. Podniebienie miękkie uwalnia się w ten sam sposób. Z cięcia przy pęczku naczyniowym, łamie się haczyki skrzydełkowe i następnie po uwolnieniu okostnej od tylnego brzegu podniebienia, odcina się podniebienie mięśniowe na wysokości okostnej, tak aby spadało w kierunku gardła w niedomknięty pierścień. Następnie wszystkie rany zamyka się warstwowo i szczelnie, szczególną wagę przywiązując do właściwego połączenia układów mięśniowych.
W wieku 2 lat tj. w okresie pierwszej pauzy wzrostowej, gdy wyrżnięte już są wszystkie zęby mleczne przeprowadza się operację przeszczepu kości do wyrostka zębodołowego, polegającą na zespoleniu przeszczepem kostnym (kość pobrana z biodra dziecka) rozszczepionych wyrostków zębodołowych. Wczesny przeszczep kości w znacznym stopniu zapobiega zwężeniu górnego łuku zębodołowego i zwiększa prawdopodobieństwo zachowania siekacza bocznego do 86% przypadków. Dobrze zespolone mięśnie podniebienia gwarantują prawidłowy rozwój mowy w wieku przedszkolnym.
Powyższa metoda leczenia została opracowana i wprowadzona do stosowania przez profesor Zofię Dudkiewicz. Na podstawie badań prowadzonych po 30 latach od wprowadzenia powyższej metody ocenia się, że zapobiega ona powstawaniu otworów szczątkowych w porównaniu z tradycyjnie prowadzonymi operacjami (spadek z poziomu 60% do 1%) oraz ogranicza liczbę późniejszych operacji ortognatycznych u pacjenta z 20%-50% (w zależności od technik operacyjnych) do 1% przypadków.
Wczesna operacja jednoetapowa, dobra technika operacji mięśni podniebienia i wczesny przeszczep kości do wyrostka zębodołowego w wieku 2 lat ogranicza uraz operacyjny do pierwszej pauzy wzrostowej i daje szansę na wyleczenie dziecka w wieku przedszkolnym.

## Aspekty psychologiczne
Życie z rozszczepem wargi lub podniebienia nie musi wcale prowadzić do problemów natury psychospołecznej. Większość dzieci zoperowanych w młodym wieku może z powodzeniem liczyć na szczęśliwą młodość i zdrowe kontakty interpersonalne z rówieśnikami. Warto jednak pamiętać, że u osób dotkniętych tą wadą mogą w pewnym stopniu rozwijać się problemy z akceptacją własnego Ja związane z poczuciem niskiej wartości własnej aparycji. Ważna dla rodziców okazuje się uważna obserwacja zachowań własnego dziecka. W przypadku zaobserwowania niespełniania przez dzieci wyzwań stawianych im przez otoczenie, powinni oni szukać profesjonalnej pomocy psychoterapeuty lub lekarzy zajmujących się chirurgią kosmetyczną, ortodoncją (zależnie od przyczyny problemu dostrzeganego przez dziecko).
Rozszczep wargi lub podniebienia może uderzać w poczucie własnej wartości dziecka, zaburzając jego zdolności społeczne oraz zachowanie. Stanowi to ogromne pole do działań dla badaczy i psychoterapeutów zajmujących się tą dziedziną. Problemem oprócz wyglądu może być także wynik rozszczepu podniebienia. Badania pokazują, że podczas pierwszych lat przedszkolnych (wiek od 3 do 5 lat), dzieci z rozszczepem podniebienia nie mają pojęcia swojej odmienności od rówieśników nieposiadających tej wady. Im jednak stają starsze, a ich kontakty z innymi dziećmi ulegają wzmożeniu, dzieci z rozszczepem mają skłonność do zgłaszania niezadowolenia z kontaktów z rówieśnikami na wyższym poziomie społecznych zależności. Przypuszcza się, że zjawisko to związane jest z towarzyszącym widocznym naznaczeniem – deformacją oraz zaburzeniami mowy. Dzieci postrzegane jako bardziej atrakcyjne cechują się lepszym rozwojem kontaktów interpersonalnych, lepiej odnajdują się w społeczeństwie. Korzyści z aparycji przejawiają się także szybszym rozwojem intelektualnym od rówieśników. Dzieci z rozszczepem częściej zgłaszają uczucia gniewu, smutku, strachu, czy też osamotnienia w grupie rówieśników. Dzieci te także zdają się przenosić na siebie negatywne odczucia żywione wobec nich przez rówieśników.
Relacje pomiędzy rodzicami a dzieckiem mają krytyczne znaczenie w budowaniu własnego Ja dziecka zwłaszcza w wieku przedszkolnym. Zaobserwowano korelację z poziomem stresu u matek z redukcją zdolności społecznych u ich dzieci. Dobrze rozumiane rodzicielstwo i zdecydowana postawa rodziców pomaga chronić prawidłowy rozwój emocjonalny dziecka przed potencjalnymi dla niego zagrożeniami. W późniejszym okresie przedszkolnym i pierwszych latach szkoły podstawowej następuje zwiększenie udziału środowiska pozarodzinnego w rozwóju psychospołecznym dziecka. Eksperci sugerują, aby rodzice rozmawiali z dziećmi o sposobach rozwiązywania ewentualnych problemów wywołanych rozszczepem. Dziecko w wieku szkolnym powinno znać przyczynę swojej "odmienności", w miarę jego możliwości intelektualnych także jej źródło. Musi ono po prostu znać prawdę, aby odpowiadać na trudne dla niego pytania zadawane mu przez kolegów. Przedstawienie dziecku sytuacji w sposób prosty i prawdziwy pomoże mu uniknąć wielu negatywnych doświadczeń w przyszłości.
Okres między 13 a 19 rokiem życie charakteryzuje się dynamicznymi zmianami w relacjach dziecko-rodzice. Teraz to grupa rówieśnicza staje się źródłem zainteresowania. Dojrzewanie dla dzieci z rozszczepem wiąże się z typowymi wyzwaniami stawianymi jego rówieśnikom, określenia własnego Ja, umawianiem się na randki, czy akceptacją społeczną. W tym wieku młodzież najbardziej ceni u siebie wygląd ponad inteligencję, czy poczucie humoru. Dochodzi wtedy do dodatkowych problemów u młodego człowieka z powodu niemożności ukrycia przez niego swojej innej niż innych twarzy. Dojrzewający chłopcy przejawiają tendencję do wycofywania się ze swoich wcześniejszych relacji, zainteresowań, czy pomysłów. Internalizują swoje problemy, możliwe jest także pojawienie się niepokoju, depresji lub agresywnych zachowań. U dojrzewających dziewcząt pojawiają się problemy związane z akceptacją samej siebie oraz przede wszystkim z wyglądem.
Osobom z rozszczepem mogą towarzyszyć w życiu problemy związane chociażby z jakością życia społecznego. Należą do nich nieudane relacje społeczne, powierzchowność tych relacji. Przymus poddania się operacjom chirurgicznym celem dokonywania korekt, czy w przypadku osób starszych nieleczonych we właściwy sposób w dzieciństwie poważniejsze zabiegi podniebienia – może dochodzić u nich do przechodzenia pokarmów, płynów do jamy nosowej, czy problemów w mówieniu.
Wiele negatywnych aspektów psychologicznych znika po udanych operacjach, czy prawidłowym leczeniu dziecka. W takich sytuacjach mogą się nawet nigdy nie pojawić. Bardzo ważna jest troska rodziców, dobry kontakt z dzieckiem i szczere rozmowy na ten i inne tematy. Dziecko musi czuć, że jest akceptowane i normalnie traktowane już od najmłodszych lat. Stwarzając w domu zdrowe relacje na linii rodzice – dziecko, można oczekiwać prawidłowej socjalizacji młodego człowieka oraz udanego wejścia w świat ludzi dorosłych, relacji z koleżankami/kolegami, budowania przyjaźni opartych na zaufaniu i szczerości, czy później miłości i założenia rodziny.

## Kontrowersje
W niektórych krajach wykrycie wady rozszczepu wargi lub podniebienia u płodu sankcjonuje przerwanie ciąży w okresie przekraczającym dopuszczalny dla danego ustawodawstwa czas na przeprowadzenie tego zabiegu. Niektórzy działacze praw człowieka nazywają to "kosmetycznym zabójstwem". Brytyjska duchowna Joanna Jepson, która sama cierpi z powodu deformacji szczęki (aczkolwiek nie z powodu rozszczepu), rozpoczęła akcję przeciwko takim praktykom na terenie Wielkiej Brytanii (pomimo że w Wielkiej Brytanii aborcja taka nie została dozwolona ustawą z 1967 roku, ponieważ rozszczep podniebienia, czy wargi nie został w niej potraktowany jako poważna ułomność).

## Znani ludzie urodzeni z rozszczepem

### Postacie historyczne
| Nazwisko             | Informacje                                                                                        | Uwagi  |
| -------------------- | ------------------------------------------------------------------------------------------------- | ------ |
| Tutanchamon          | Egipski faraon, który mógł mieć rozszczep podniebienia towarzyszący jego obrazowi diagnostycznemu | [ 25 ] |
| Doc Holliday         | Stomatolog, hazardzista oraz rewolwerowiec pogranicznik Amerykańskiego Starego Zachodu            | [ 26 ] |
| Tad Lincoln          | Czwarty i najmłodszy syn prezydenta Abrahama Lincolna                                             | [ 27 ] |
| Thorgils Skarthi     | Żyjący w X wieku wiking, poeta i założyciel miasta Scarborough w Anglii                           | [ 28 ] |
| Antoinette Bourignon | Flamamdzka mistyczka                                                                              | [ 29 ] |

### Współcześni
| Nazwisko         | Informacje | Uwagi                 |
| ---------------- | --- | --------------------- |
| Carmit Bachar    | amerykańska tancerka i piosenkarka                                                                            | [ 30 ] [ 31 ]         |
| Victor Collins   | angielski profesor                                                                                            | [ potrzebny przypis ] |
| Eric Edgar Cooke | australijski seryjny zabójca                                                                                  | [ potrzebny przypis ] |
| Jürgen Habermas  | niemiecki filozof i socjolog                                                                                  | [ 32 ]                |
| Wendy Harmer     | australijska aktorka komediowa                                                                                | [ 33 ]                |
| Richard Hawley   | angielski gitarzysta, wokalista, pisarz piosenek i producent muzyczny                                         | [ potrzebny przypis ] |
| Michael Helm     | kanadyjski pisarz                                                                                             | [ potrzebny przypis ] |
| Jesse Jackson    | amerykański polityk, aktywista i baptysta                                                                     | [ potrzebny przypis ] |
| Stacy Keach      | amerykański aktor i lektor                                                                                    | [ 34 ]                |
| Tim Lott         | angielski pisarz                                                                                              | [ potrzebny przypis ] |
| Rita MacNeil     | kanadyjska artystka country oraz folk                                                                         | [ potrzebny przypis ] |
| Cheech Marin     | amerykański aktor i komik                                                                                     | [ 35 ]                |
| Ljubo Milicevic  | australijski piłkarz                                                                                          | [ 36 ]                |
| Nikki Payne      | kanadyjska komik i aktorka                                                                                    | [ potrzebny przypis ] |
| Geoff Plant      | kanadyjski prawnik i polityk                                                                                  | [ potrzebny przypis ] |
| Lee Raymond      | amerykański biznesmen kierownik – twórca CEO i prezes ExxonMobil                                              | [ potrzebny przypis ] |
| Louis Wain       | angielski artysta, najlepiej znany za swoje rysunki przedstawiające antropomorfizowane koty o wielkich oczach | [ potrzebny przypis ] |
| Rosario Dawson   | amerykańska aktorka                                                                                           | [ 38 ]                |
| Tom Brokaw       | amerykański redaktor telewizyjny (tylko rozszczep podniebienia)                                               | [ potrzebny przypis ] |
| Chin-Chin        | amerykański magik i iluzjonista                                                                               | [ 39 ]                |
| Owen Schmitt     | amerykański futbolista                                                                                        | [ 40 ]                |
| Denis Lebiediew  | mistrz świata w boksie                                                                                        | [ potrzebny przypis ] |
| Tom Burke        | angielski aktor                                                                                               | [ 41 ]                |
| Joaquin Phoenix  | amerykański aktor (nieoperacyjna mikroforma rozszczepu wargi)                                                 | [ 42 ]                |
| Dario Šarić      | chorwacki koszykarz                                                                                           | [ 43 ]                |

## Rozszczep wargi i podniebienia u zwierząt
Rozszczep wargi lub podniebienia może wystąpić także u psów, bydła, rzadziej u owiec, kotów, koni, pand oraz fretek domowych. Najczęściej dochodzi do zaburzenia rozwoju wargi, rynienki podnosowej oraz szczęki, jednakże obserwuje się czasami towarzyszący rozszczep podniebienia twardego lub miękkiego. Przypadki te są zazwyczaj dziedziczone. 
Psy o czaszce brachycefalicznej jak boksery czy teriery bostońskie narażone są dużo bardziej. Sugeruje się, że u Shih tzu, szwajcarskich psów pasterskich, buldogów, czy też pointerów dochodzi do niekompletnej penetracji tej wady o charakterze dziedzicznym. U koni w dość rzadkich przypadkach dochodzi do zaniku tylnej części podniebienia miękkiego. U bydła Charolaise, rozszczep jest często skojarzony z dziedziczącymi się autosomalnie recesywnie chorobami dającymi zespół artrogrypozy. Jest także cechą dziedziczną w przypadku owiec Texel. Do pozagenetycznych czynników należą niedobory żywieniowe matki podczas ciąży, ekspozycja płodu na infekcje wirusowe, szok, środki farmakologiczne, chemikalia, czy też działanie toksyn na matkę. Użycie kortykosteroidów podczas ciąży u suk oraz spożywanie przez ciężarne owce rośliny Veratrum californicum związane jest także z formowaniem się rozszczepu u płodów.
Trudności związane z karmieniem są najpoważniejszym problemem u zwierząt z rozszczepem. W przypadku braku odpowiedniej opieki w skrajnych przypadkach dojść może do śmierci głodowej zwierzęcia. Zdarzają się także zapalenia płuc, regurgitacje. Prowadzenie karmienia przez specjalną butelkę okazuje się być często koniecznością, można także przeprowadzić korekcję chirurgiczną u psów wykonywaną zwykle w dwunastym tygodniu życia. W przypadku wystąpienia rozszczepu podniebienia raczej nie wykonuje się operacji. Leczeniem w tym przypadku okazać się może protezowanie.
Dotknięte tym schorzeniem zwierzęta nie powinny być hodowane, a na pewno nie powinno się ich krzyżować z powodu możliwości przenoszenia wad rozwojowych na następne pokolenia.

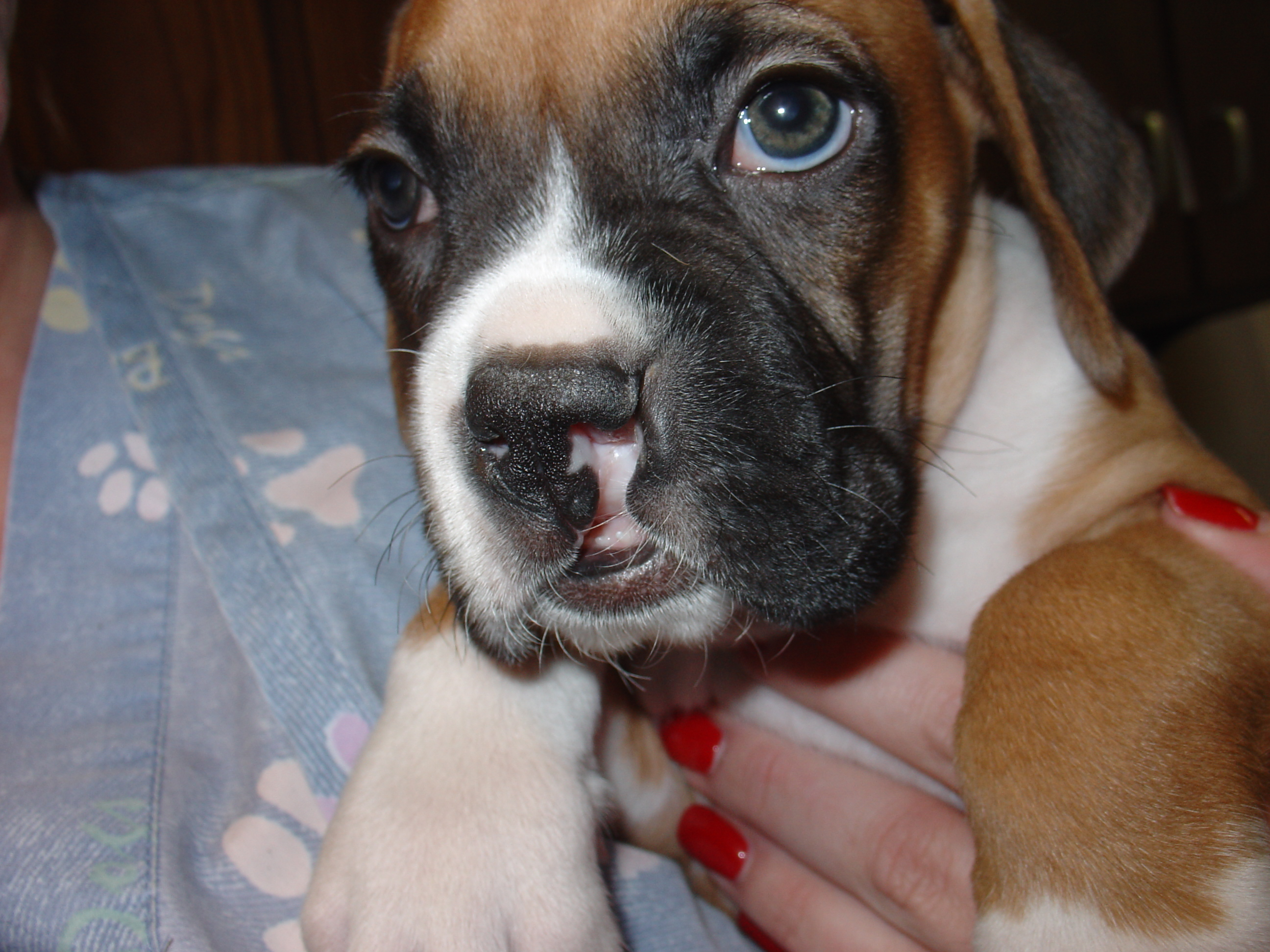
Rozszczep wargi u boksera.
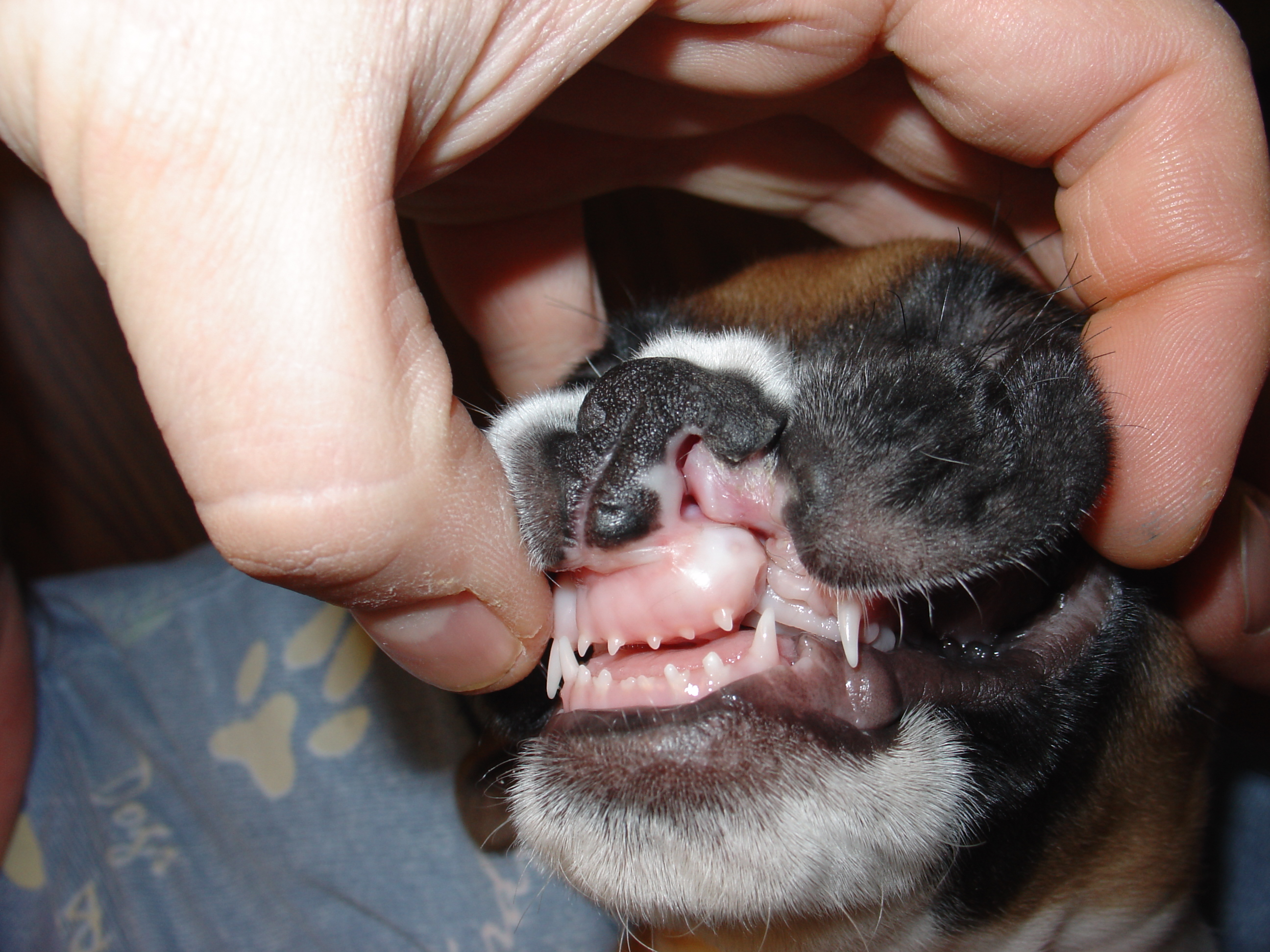
Rozszczep wargi i wyrostka zębodołowego szczęki u boksera.
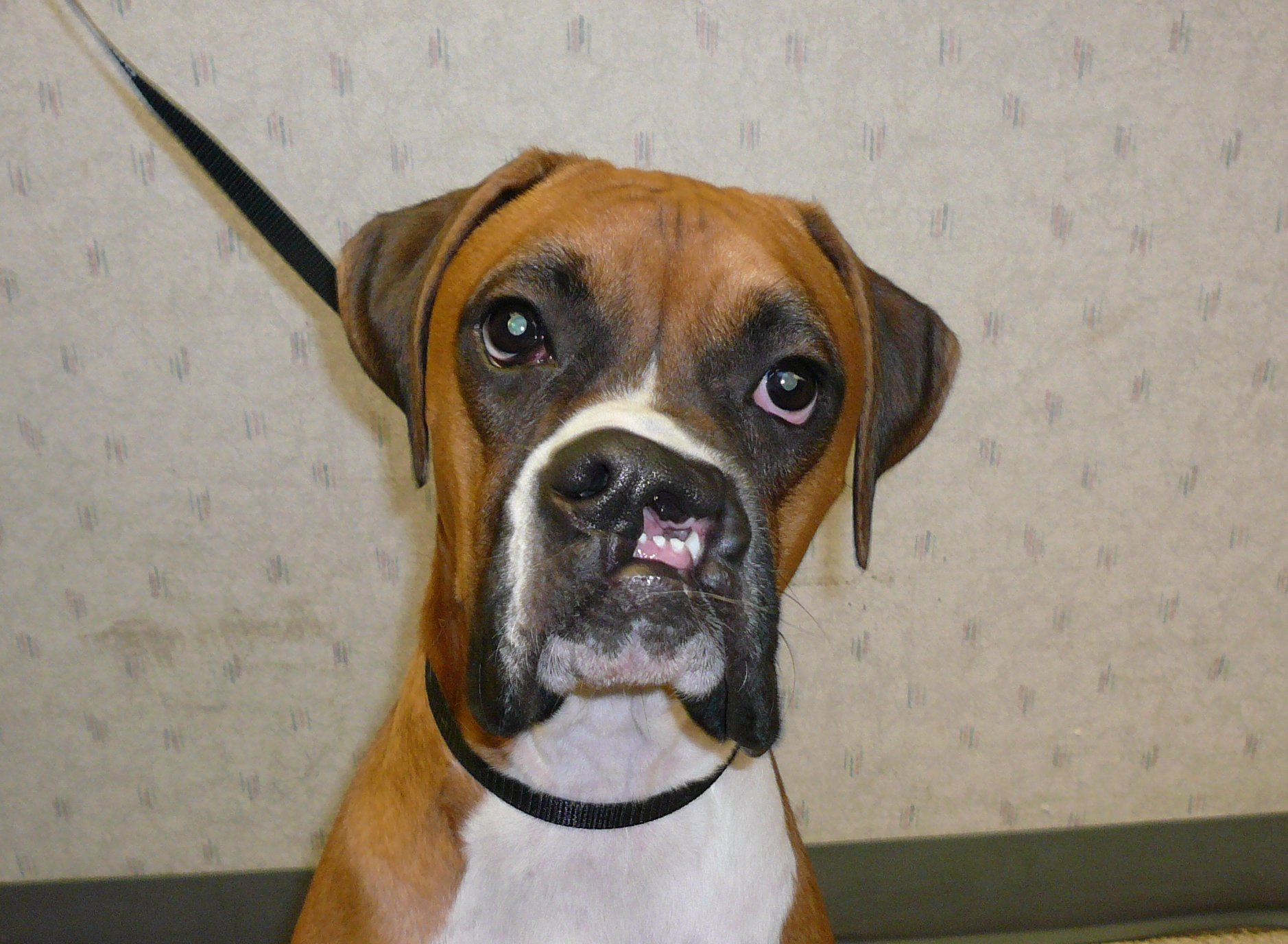
Ten sam pies ze zdjęcia po lewej rok później.

## Klasyfikacja ICD10
| kod ICD10         | nazwa choroby                                             |
| ----------------- | --------------------------------------------------------- |
| ICD-10: Q35–Q37   | Rozszczep podniebienia                                    |
| ICD-10: Q35–Q37.0 | Rozszczep podniebienia twardego, obustronny               |
| ICD-10: Q35–Q37.1 | Rozszczep podniebienia twardego, jednostronny             |
| ICD-10: Q35–Q37.2 | Rozszczep podniebienia miękkiego, obustronny              |
| ICD-10: Q35–Q37.3 | Rozszczep podniebienia miękkiego, jednostronny            |
| ICD-10: Q35–Q37.4 | Rozszczep podniebienia twardego i miękkiego, obustronny   |
| ICD-10: Q35–Q37.5 | Rozszczep podniebienia twardego i miękkiego, jednostronny |
| ICD-10: Q35–Q37.6 | Rozszczep podniebienia pośrodkowy                         |
| ICD-10: Q35–Q37.7 | Rozszczep języczka podniebienia                           |
| ICD-10: Q35–Q37.8 | Rozszczep podniebienia nieokreślony, obustronny           |
| ICD-10: Q35–Q37.9 | Rozszczep podniebienia nieokreślony, jednostronny         |